# St. Andreas (Schweinberg)

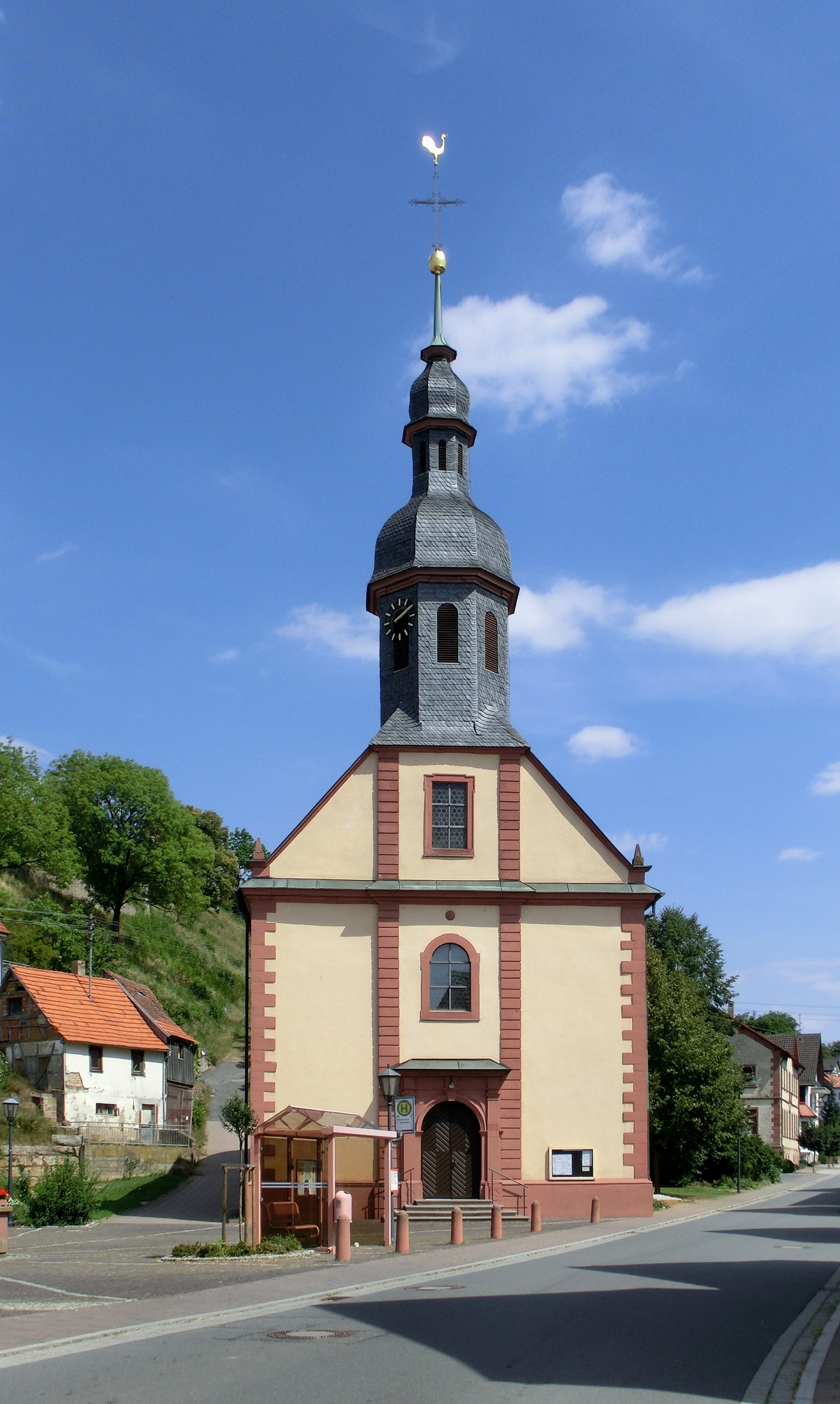
St. Andreas (Schweinberg)

Die römisch-katholische Pfarrkirche St. Andreas steht in Schweinberg, einem Ortsteil von Hardheim im Neckar-Odenwald-Kreis von Baden-Württemberg. Das Bauwerk ist beim Landesamt für Denkmalpflege Baden-Württemberg als Baudenkmal eingetragen. Die Kirchengemeinde gehört zum Dekanat Mosbach-Buchen im Erzbistum Freiburg.

## Beschreibung
Die 1729 errichtete Saalkirche besteht aus einem Langhaus und einem eingezogenen, dreiseitig geschlossenen Chor im Osten. Über der dreigeteilten, mit Ecksteinen versehenen Fassade im Westen, in deren Mitte sich das Portal zwischen Lisenen befindet, erhebt sich ein schiefergedeckter achteckiger Giebelturm, der die Turmuhr und den Glockenstuhl mit vier Kirchenglocken beherbergt und der mit einer Glockenhaube bedeckt ist, die von einer Laterne gekrönt wird. 
Zur Kirchenausstattung gehört ein Altar, der von den Statuen des Andreas und des Laurentius flankiert wird. Auf dem Altarretabel ist die Dreifaltigkeit dargestellt.